# Horisme pallidimacula
Horisme pallidimacula är en fjärilsart som beskrevs av Louis Beethoven Prout 1925. Horisme pallidimacula ingår i släktet Horisme och familjen mätare. Inga underarter finns listade i Catalogue of Life.